# حمض الثيوكربوكسيليك

أحماض الثيول

أحماض الثيون

أحماض الثيوكربوكسيليك هي مركبات كبريت عضوية ذات صلة بالأحماض الكربوكسيلية ولكن تحل فيها ذرة كبريت مكان ذرة أكسجين.
هناك صنوان من هذه الأحماض، أحماض الثيول عندما تحل ذرة الكبريت مكان ذرة الأكسجين في مجموعة الهيدروكسيل؛ وأحماض الثيون عندما تحل ذرة الكبريت مكان ذرة الأكسجين في مجموعة الكربونيل.
من الأمثلة على هذه الأحماض مركب حمض الثيوأسيتيك CH3COSH.

## التحضير
يمكن أن تحضر هذه الأحماض انطلاقاً من كلوريد الأسيل الموافق مع بيكبريتيد البوتاسيوم، كما هو الحال في المثال التالي لتصنيع حمض الثيوبنزويك:
{\displaystyle {\ce {C6H5C(O)Cl + KSH -> C6H5C(O)SH + KCl}}}